# Modello binomiale
Il modello binomiale per la valutazione delle opzioni (noto anche con il termine di "modello reticolo"), fu proposto per la prima volta da William Sharpe nel 1978, ma in genere è associato all'articolo di Cox-Ross-Rubistein nel 1979.

## Il modello
Il modello si fonda sull'ipotesi che il processo di sviluppo di un prezzo non sia continuo, ma venga descritto nel discreto da una distribuzione binomiale. La distribuzione binomiale o albero binomiale, definisce nel discreto il possibile percorso dell'attività finanziaria sottostante un'opzione, e consente di determinare ad un istante il prezzo di un'opzione. Dal punto di vista degli intervalli temporali possiamo avere due differenti tipi di analisi:
- Modello monoperiodale
- Modello bi- o multiperiodale

In ogni caso un periodo di tempo viene diviso in intervalli di tempo intermedi, in modo da descrivere i possibili sentieri di prezzi.
Lo scopo del modello binomiale è la valutazione del prezzo di una opzione, non tenendo conto dei possibili rischi.